# Raslången Östra
Raslången Östra este o arie protejată (arie specială de conservare — SAC, sit de importanță comunitară — SCI) din Suedia întinsă pe o suprafață de 183,1 ha, integral pe uscat.

## Localizare
Centrul sitului Raslången Östra este situat la coordonatele 56°16′07″N 14°26′14″E / 56.2686°N 14.4373°E.

## Înființare
Situl Raslången Östra a fost declarat sit de importanță comunitară în decembrie 1998 pentru a proteja 1 specie de plante. Situl a fost protejat și ca arie specială de conservare în martie 2011.

## Biodiversitate
Situată în ecoregiunea continentală, aria protejată conține 2 habitate naturale: Ape stătătoare oligotrofe până la mezotrofe, cu vegetație de Littorelletea uniflorae și/sau de Isoëto-Nanojuncetea, Taiga vestică.
La baza desemnării sitului se află o specie protejată de  plante: Dichelyma capillaceum.